# بيرت تومسون
بيرت تومسون (بالإنجليزية: Bertie Thomson)‏ (12 يوليو 1907 - 17 سبتمبر 1937) هو مدرب كرة قدم ولاعب كرة قدم بريطاني (وحمل سابقاً جنسية المملكة المتحدة لبريطانيا العظمى وأيرلندا) في مركز جناح ‏. لعب مع نادي بلاكبول ونادي سلتيك.

## وصلات خارجية
- بيرت تومسون على موقع الاتحاد الإسكتلندي (الإنجليزية)
- بيرت تومسون على موقع قاعدة بيانات كرة القدم.إي يو (الإنجليزية)